# Гайсултанов, Умар Эдилсултанович
Ума́р Эдилсулта́нович Гайсулта́нов (1920—1980) — чеченский советский детский писатель, член Союза писателей СССР, участник Великой Отечественной войны.

## Биография
Родился в селе Шали в 1920 году в крестьянской семье. В 1936 году, после окончания школы, поступил на Грозненский рабфак. В 1941—1943 годах участвовал в боевых действиях Великой Отечественной войны. Был демобилизован после тяжёлого ранения. В годы депортации, с 1944 по 1957 год, работал в финансовых органах в Киргизии.
После возвращения домой работал редактором в Чечено-Ингушском радиокомитете, затем в республиканской газете «Ленинский путь». С 1958 года был редактором Чечено-Ингушского книжного издательства. В 1960 году стал членом КПСС, а в 1962 году — членом Союза писателей СССР.
В середине 1950-х годов начал заниматься литературной деятельностью. Его произведения были предназначены главным образом для детей. Пьесы, поставленные по его произведениям, по сей день идут на сцене Чеченского государственного театра юного зрителя.
Главным произведением Гайсултанова стал исторический роман «Александр Чеченский». Книга посвящена судьбе чеченского мальчика, ставшего сиротой вследствие штурма царскими войсками села Алды. Сам Гайсултанов писал:
До начала работы над «Александром Чеченским» я собрал большой книжный и архивный материал. Известно, что в историческом художественном произведении, наряду с подлинными, записанными в документах, событиями и персонажами, могут быть и вымышленные. В своем романе я постарался свести их к минимуму.

### Произведения Гайсултанова

#### на чеченском языке
- Гайсултанов У. Александр Чеченский. — Грозный: Благотворительный фонд поддержки чеченской литературы, 2009. — Т. 10. — 291 с. — (Библиотека чеченской литературы). — ISBN 5918210091.
- Гайсултанов У. Болат-гӏала йожар. Повесть, дийцарш.. — Грозный: Нохч-Гӏалгӏайн книжни издательство, 1959.
- Гайсултанов У. Кавказан лаьмнашкахь. Дийцарш. — Грозный: Нохч-Гӏалгӏайн книжни издательство, 1960.
- Гайсултанов У. Сема лергаш. Дийцарш. — Грозный: Нохч-Гӏалгӏайн книжни издательство, 1962.
- Гайсултанов У. Къийсаман новкъахь. Повесть. — Грозный: Нохч-Гӏалгӏайн книжни издательство, 1963.
- Гайсултанов У. Керлачу дахаре. Повесть. — Грозный: Нохч-Гӏалгӏайн книжни издательство, 1964.
- Гайсултанов У. Тешаме доттагI. Дийцарш. — Грозный: Нохч-Гӏалгӏайн книжни издательство, 1965.
- Гайсултанов У. Малика. Повесть. — Грозный: Нохч-Гӏалгӏайн книжни издательство, 1966.
- Гайсултанов У. Массарна а боьлийла малх. Повесть. — Грозный: Нохч-Гӏалгӏайн книжни издательство, 1967.

#### на русском языке
- Гайсултанов У. Арби. Повесть. — М.: «Детская литература», 1968.
- Гайсултанов У. Пусть солнце смеётся всем. Повесть. — Грозный: Чечено-Ингушское книжное издательство, 1968.